# Jalão
Jalão, ou Jaalão, (do hebraico: יעלם, ya `lam, que significa "esconder") é um nome da Bíblia e também o nome hebraico de um menino. Ele tem muitos significados, incluindo ser escondido, um jovem, conselheiro, herdeiro.
Na Bíblia, Jalão nasceu de Oolibama e Esaú na terra de Canaã, provavelmente um clã edomita. Ele tinha dois irmãos, Jeús e Coré. Esta história é descrita no livro de Gênesis 36:5, e em 1 Crônicas 1:35.